# Lee Joon-ho
Lee Joon-ho (이준호, ur. 7 września 1965 w Seulu) – południowokoreański łyżwiarz szybki specjalizujący się w short tracku. Dwukrotny medalista olimpijski z Albertville.
Brał udział w igrzyskach w Calgary i zwyciężył na dystansie 3000 metrów, jednak w 1988 short track był jedynie dyscypliną pokazową. Oficjalny debiut zaliczył w 1992 i w Albertville stawał na podium w obu rozgrywanych konkurencjach: triumfował w sztafecie i był trzeci na dystansie 1000 metrów. Brał udział w IO 94.